# 苏克贞
苏克贞（?—?），唐朝官员，雍州武功（今陕西省武功县）人。唐玄宗的驸马。
苏克贞高祖父苏仁，是隋朝兴州刺史。祖父苏令望，在唐朝历任右内率、邠朔别驾、邠王府长史，左卫将军。姑母苏三嫁给沙河刘县尉。父亲苏履璋邠州别驾、赠太子宾客。史书没有记载苏克贞与苏威家族、苏世长家族的关系。唐玄宗之女廣寧公主和程昌裔结束婚姻关系後，史书没有记载是程昌裔去世和是两人离婚。廣寧公主改嫁苏克贞。苏克贞的妹妹嫁给了郭子仪的弟弟郭幼明。苏克贞有男子苏勗道成都府思录参军參,嫁娶太原王季清之女，他们的女儿嫁郭伟，郭幼明的长男郭昫之子。